# Nue (album)
Nue (tạm dịch từ tiếng Pháp: Trần trụi) là album thứ năm của nữ ca sĩ Lara Fabian, và là album tiếng Pháp đầu tiên sau 4 năm kể từ sau album Pure, album đã đem đến thành công nhanh chóng cho Fabian tại châu Âu. Sau khi bán được 8 triệu bản ghi âm trên toàn càu, một Fabian, trưởng thành, tự thưởng cho mình với dự án cá nhân mang tên Nue, với các bài hát được cô viết cùng với người đồng hành Rick Allison. Album là một hành trình âm nhạc đầy trải nghiệm và bất ngờ, bao gồm một ca khúc hợp tác với nữ ca sĩ người Bỉ Maurane, "Tu es mon autre" (tạm dịch tiếng Anh: "You're my other"), và "Rio", một bài hát lấy cảm hứng từ Brazil, nơi cô vẫn nổi tiếng vào thời điểm đó.

## Danh sách bài hát
Tất cả bài hát được sản xuất bởi Rick Allison.
| Danh sách bài hát của Nue | Danh sách bài hát của Nue                        | Danh sách bài hát của Nue | Danh sách bài hát của Nue | Danh sách bài hát của Nue |
| STT                       | Nhan đề                                          | Phổ lời                   | Phổ nhạc                  | Thời lượng                |
| ------------------------- | ------------------------------------------------ | ------------------------- | ------------------------- | ------------------------- |
| 1.                        | "J'y crois encore"                               | Lara Fabian               | Rick Allison              | 3:27                      |
| 2.                        | "Aimer déjà"                                     | Fabian                    | Allison Fabian            | 4:06                      |
| 3.                        | "S'en aller"                                     | Fabian                    | Allison                   | 4:44                      |
| 4.                        | "Silence"                                        | Fabian                    | Allison                   | 3:46                      |
| 5.                        | "Parce que tu pars"                              | Fabian                    | Allison                   | 4:28                      |
| 6.                        | "Je suis mon cœur"                               | Christine Lidon           | Daniel Lavoie             | 5:46                      |
| 7.                        | "Tango"                                          | Fabian                    | Allison                   | 4:00                      |
| 8.                        | "Imagine"                                        | Fabian                    | Allison                   | 4:01                      |
| 9.                        | "Tu es mon autre" (song ca với Maurane)          | Fabian                    | Allison                   | 3:42                      |
| 10.                       | "Rio"                                            | Fabian                    | Vincenzo Thoma Allison    | 3:33                      |
| 11.                       | "Bambina"                                        | Fabian                    | Janey Clewer              | 4:23                      |
| 12.                       | "Immortelle"                                     | Fabian                    | Allison                   | 5:18                      |
| 13.                       | "Le roi est une femme"                           | Didier Golemanas          | Daniel Seff               | 4:58                      |
| 14.                       | "Piano nocturne" (trình bày bởi Matt Herskowitz) |                           |                           | 16:51                     |
| Tổng thời lượng:          | Tổng thời lượng:                                 | Tổng thời lượng:          | Tổng thời lượng:          | 73:03                     |

## Những người thực hiện
- Rick Allison – ghi-ta, piano, cải biên, lập trình, bàn phím, trống
- Kate Barry – nhiếp ảnh
- Janey Clewer – piano
- Julie Leblanc – đội hát thờ, dàn hợp xướng
- Cathi Leveille – đội hát thờ, dàn hợp xướng
- Kim Richardson – đội hát thờ, dàn hợp xướng
- William James Ross – cải biên
- Dorian Sherwood – nhạc cụ bộ gõ, đội hát thờ, dàn hợp xướng

## Xếp hạng và chứng nhận
| Bảng xếp hạng (2001–03)             | Vị trí cao nhất |
| ----------------------------------- | --------------- |
| Album Bỉ (Ultratop Wallonie)        | 1               |
| Album Pháp (SNEP)                   | 2               |
| Album Thụy Sĩ (Schweizer Hitparade) | 10              |

| Bảng xếp hạng (2001)                      | Vị trí |
| ----------------------------------------- | ------ |
| Bỉ (Ultratop Wallonia)                    | 53     |
| Bỉ Francophone Albums (Ultratop Wallonia) | 25     |
| Pháp (SNEP)                               | 29     |
| Bảng xếp hạng (2002)                      | Vị trí |
| Bỉ (Ultratop Wallonia)                    | 19     |
| Bỉ Francophone Albums (Ultratop Wallonia) | 15     |
| Pháp (SNEP)                               | 24     |
| Bảng xếp hạng (2003)                      | Vị trí |
| Pháp (SNEP)                               | 158    |

| Quốc gia                                                                           | Chứng nhận  | Số đơn vị/doanh số chứng nhận |
| ---------------------------------------------------------------------------------- | ----------- | ----------------------------- |
| Bỉ (BEA)                                                                           | Vàng        | 25.000*                       |
| Pháp (SNEP)                                                                        | 2× Bạch kim | 654.700                       |
| Thụy Sĩ (IFPI)                                                                     | Vàng        | 20.000^                       |
| * Chứng nhận dựa theo doanh số tiêu thụ. ^ Chứng nhận dựa theo doanh số nhập hàng. |             |                               |